# Cerapachys krombeini
Cerapachys krombeini é uma espécie de formiga do gênero Cerapachys.